# Association Sportive Maniema Union
A Association Sportive Maniema Union é um clube de futebol com sede em Kindu, República Democrática do Congo.

## História
O clube conquistou a Copa do Congo em 2007, 2017 e 2019.
A equipe compete no Campeonato Nacional de Futebol da República Democrática do Congo..